# Gesamtanlage Altstadt Isny im Allgäu

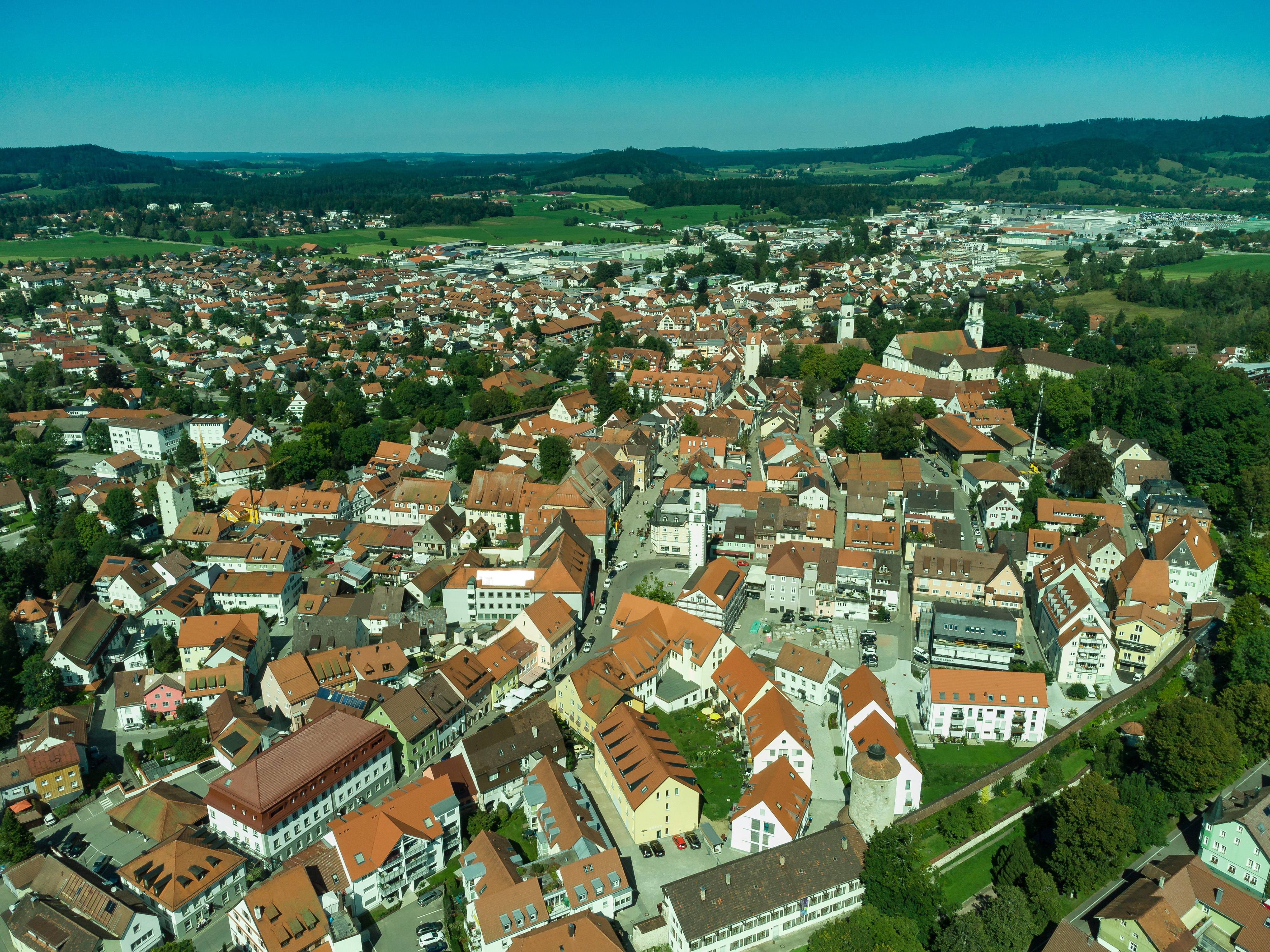
Luftaufnahme der Altstadt

Die Gesamtanlage Altstadt Isny im Allgäu in Isny im Allgäu, einer Stadt im Landkreis Ravensburg in Baden-Württemberg, bietet durch seinen eindrucksvoll überlieferten, ovalen Stadtgrundriss mit dem prägenden Straßenkreuz und den zahlreichen, das Stadtbild beherrschenden Dominanten wie den Kirchen, der Schlossanlage, dem Rathaus und den Toren und Türmen der Stadtbefestigung einen sehr anschaulichen Gesamteindruck einer im Ursprung mittelalterlichen Reichsstadt.

## Beschreibung
In dem seit dem 11. Jahrhundert bezeugte Ort haben sich trotz mehrerer verheerender Stadtbrände, die sich wie ein roter Faden durch die Stadtbaugeschichte ziehen, noch einige stattliche Bürgerhäuser des Spätmittelalters erhalten. Darüber hinaus ist der vorhandene Gebäudebestand zumeist nach den beiden großen Stadtbränden von 1631 und 1864 entstanden. Isny vermittelt heute ein weitgehend unverfälschtes Bild einer auf ihren mittelalterlichen Wurzeln gewachsenen Stadt, die gerade entlang ihrer Hauptachsen durch dichte und einheitliche Bebauung des 17. bis 19. Jahrhunderts bestimmt wird. Aufgrund dieser Bedeutung ist Isny im Allgäu eine erhaltungswürdige Gesamtanlage.
Nach § 19 des Denkmalschutzgesetzes (DSchG) Baden-Württemberg können die Gemeinden seit 1. Januar 1984 Gesamtanlagen durch Satzung unter Denkmalschutz stellen. Davor erfolgte der Schutz durch Verordnung des zuständigen Regierungspräsidiums. Nicht nur einzelne Kulturdenkmale sind hier geschützt, sondern der ganze Orts- bzw. Stadtkern mit seinem historischen Grundriss, den Straßen und Plätzen, Grün- und Freiflächen sowie der Gesamtheit der historischen Bausubstanz, an deren Erhaltung aus wissenschaftlichen, künstlerischen oder heimatgeschichtlichen Gründen ein besonderes öffentliches Interesse besteht. Der historische Stadtkern von Isny ist seit 1983 eine geschützte Gesamtanlage.